# Alain Digbeu
Pour les articles homonymes, voir Digbeu.
Alain Digbeu, né le 13 novembre 1975 à Mâcon, est un joueur français de basket-ball, évoluant au poste d'arrière ou d'ailier.

## Début de carrière
Alain Digbeu commence le basket-ball en benjamin dans un club de Vénissieux près de Lyon. Il est repéré par l'ASVEL et intègre le centre de formation en 1991. Avec les espoirs du club, il côtoie de futurs joueurs professionnels comme Laurent Pluvy et Jean-Marc Dupraz. Il est également un habitué des playgrounds lyonnais.

## Carrière professionnelle

### ASVEL (1993-1999)
Digbeu joue son premier match professionnel le 11 septembre 1993, lancé par Gregor Beugnot, lors de la première journée du Championnat de France de Pro A de la saison 1993-1994 contre Cholet Basket. N'ayant pas encore 18 ans, il marque 6 points (2 sur 7 aux tirs dont 1 sur 3 à trois points et 1 sur 2 aux lancers), prend 3 rebonds, fait 1 passe décisives et 1 contre en 14 minutes dans la défaite 91 à 107 des Villeurbannais. Bien que possédant une paire d'Américains exceptionnelle avec Delaney Rudd et Ron Curry et un jeune international français en la personne de Christophe Dumas, l'équipe n'a qu'un effectif limité à la suite des difficultés financières du club. Des jeunes comme Digbeu et Laurent Pluvy obtiennent donc du temps de jeu. Le numéro 10 villeurbannais se voit encore plus confier de responsabilités quand Christophe Dumas est obligé de mettre sa carrière entre parenthèses à la suite d'ennuis cardiaques. Alain Digbeu crève l'écran dans une rencontre télévisé sur Canal + avec 21 points, 6 rebonds et 4 dunks dans une victoire de prestige contre l'Élan béarnais (88 à 82). Le club décroche une 7e place et se qualifie pour les playoffs. Dans une formule élargie, Villeurbanne triomphe de Sceaux 2 à 1 en 8e de finale avant de tomber en quart contre les futurs finalistes d'Antibes. Le jeune villeurbannais compile 5,2 points et 2,6 rebonds en 17 minutes et 26 matchs joués pour ses débuts professionnels.
Il confirme pour sa deuxième saison en devenant un titulaire indiscutable de l'équipe. Il joue les 26 matchs de la saison pour des moyennes de 11,3 points (45 % aux tirs, dont 34,4 % à 3 points et 76 % aux lancers-francs) 4 rebonds, 2,2 passes décisives, 1 interception et 0,7 contre en 30 minutes. Il signe son record de points dans le Championnat de France avec 31 unités contre Strasbourg (victoire 83-79). Il effectue son premier double-double (13 point, 10 rebonds) dans un succès contre le CSP Limoges (89-82) avec un beau duel avec Michael Young. Une nouvelle 7e place et une nouvelle élimination en quart de finale cette fois par Limoges après s'être débarrassé en 8e du voisin du CRO Lyon. Il est élu meilleur espoir de la saison, une récompense qu'il remportera une nouvelle fois l'année suivante.
L'ASVEL retrouve des couleurs financièrement, ce qui permet au club d'étoffer l'effectif. Alain Digbeu se retrouve en concurrence avec des joueurs comme Georgy Adams ou Christophe Lion. Pendant deux ans entre 1996 à 1997, il joue entre 20 et 25 minutes de moyenne allant de 8 à 11 points tout en améliorant ses pourcentages d'adresse. Le club rejoint le podium du Championnat et se retrouve en position de remporter une nouvelle fois le titre. Deux échecs contre Pau en finales des playoffs 1996 (2 manches à 3 après avoir été mené 2 à 0) et le PSG en 1997 (2 à 0). Il remporte par contre les Coupes de France 1997 et 1998. L'ASVEL atteint également la demi-finale de Coupe Korać 1996. L'année suivante, Digbeu marque un trois points crucial dans le match décisif du 8e de finale de l'Euroleague contre l'Estudiantes Madrid. Les Villeurbannais rejoignent le Final Four où ils s'inclinent contre le FC Barcelone. Il est drafté en 50e position de la draft NBA 1997 par les Hawks d'Atlanta, il devient le troisième joueur français drafté après Jean-Claude Lefèbvre et Tariq Abdul-Wahad.
Alain Digbeu produit sa meilleure saison sous le maillot vert en 1997-1998. Prenant plus de responsabilités offensives avec le vieillissement de Delaney Rudd, il devient le meilleur marqueur de l'ASVEL. Il compile 13,7 points (49,3 % aux tirs dont 42,1 % à 3 points et 75 % aux lancers-francs ), 3,8 rebonds, 2,8 passes et 1,5 interception en 27 minutes. Le journal L'Équipe le désigne comme meilleur joueur français du Championnat (trophée partagé avec son coéquipier Jim Bilba, élu par le magazine Maxi-Basket). Villeurbanne domine la saison régulière avec 24 victoires pour 6 défaites mais s'arrête en demi-finale des playoffs, battu par Limoges 2 manches à 1 (défaite 74 à 76 dans le dernier match).
L'exercice suivant sera le dernier de Digbeu chez les verts. L'équipe s'est encore renforcée avec l'arrivée de Moustapha Sonko. La saison est moins aboutie pour Digbeu sur le plan individuel avec 9,3 points, 3,4 rebonds, 2,5 passes et 1,3 interception en 26 minutes. Deuxième du Championnat, Villeurbanne prend sa revanche sur Limoges en quart de finale des playoffs avant de se débarrasser du Mans en demi. L'ASVEL échoue encore en finale contre Pau-Orthez. C'est la 3e fois que Digbeu est vice-champion de France.

### F.C Barcelone (1999-2002)
Alain Digbeu signe pour les Barcelonais après avoir été en contact notamment avec le Real de Madrid. Sous la houlette de l'entraîneur Aito Garcia Reneses, le Français joue peu la première année au milieu d'un effectif pléthorique qui compte les jeunes Juan Carlos Navarro et Pau Gasol. Il ne joue que 12 minutes la première année pour environ 5 points de moyenne. Son temps de jeu augmente les deux saisons suivantes et il tourne à 7 points pour environ 20 minutes de temps de jeu. Il remporte le Championnat d'Espagne et la Coupe du Roi 2001 et participe de nouveau au Final Four de l'Euroleague en 2000.

### Real Madrid (2002-2003)
L'ailier signe au Real après une Summer League avec les Hawks où il n'a pas obtenu de contrat en NBA. La saison est décevante aussi bien collectivement qu'individuellement. Les Madrilènes ne finissent que dixième et ratent les playoffs. 

### Joventut Badalone (2003-2004)
Digbeu retrouve des couleurs en Catalogne où il retrouve son entraîneur de Barcelone, Aito Garcia Reneses. Il inscrit 10,1 points, prend 2,8 rebonds et vole 1,3 ballon en 26 minutes de moyenne. Il marque 20 points à 7 sur 10 aux tirs avec 2 rebonds et 3 interceptions en ouverture du Championnat contre le Real Madrid. Badalone accroche la 8e et dernière place qualificative pour les playoffs et se fait sortir par Vitoria 3 manches à 0 au premier tour.

### Pallacanestro Varèse (2004-2005)
Le Français découvre le championnat italien sous la tunique du quintuple vainqueur de la C1, le Pallacanestro Varèse. Le club est loin de son lustre d'antan et ne finit que 14e du championnat avec seulement 13 victoires pour 21 défaites. Il est un des meilleurs joueurs de l'équipe (14,4 points, 3,3 rebonds et 2,4 interceptions). Il marque 31 points avec 9 tirs à 3 points réussis sur 13 et 8 rebonds lors de la 26ème journées du Championnat dans une défaite contre Avellino.

### Alicante (2005-2008)
Sa saison avec Varèse terminée, Digbeu vient finir l'exercice chez l'ambitieux club d'Alicante. Il joue les deux derniers matchs du Championnat espagnol et l'équipe finit 5e. Alicante se fait éliminer au premier tour des playoffs par l'Unicaja Málaga. Il re-signe au club pour 3 ans mais le club plonge au classement et ne joue plus les premiers rôles. Alicante descend même en seconde division pour la saison 2007-2008. L'ailier français, toujours sous contrat, accompagne le club. L'équipe ratant l'accession en première division, il ne prolonge pas chez les Espagnols.

### Fortitudo Bologne (2006-2007)
Digbeu est prêté au club italien après sa deuxième saison avec Alicante à la suite d'un conflit avec l'entraîneur. Il a l'occasion d'évoluer avec ses partenaires de l'équipe nationale Vasco Evtimov et Jérôme Moïso. Si l'ailier retrouve l'Euroleague avec Bologne le championnat est plus compliqué avec une 13e place seulement, bien loin des voisins de la Virtus Bologna, second de la saison et finalistes des playoffs.

### Kavala (2008-2009)
L'équipe grecque est un nouveau promu en première division grecque. Le Français ne passe que quelques mois dans cette formation car les salaires ne sont plus versés, il va finir la saison à Pau-Orthez.

### Pau-Orthez (2009)
Digbeu rejoint Pau-Orthez, une équipe qui peine. L'ailier rejoint un effectif comprenant les jeunes Thomas Heurtel et Ludovic Vaty. En 12 matchs, il apporte 10,8 points (47,6 % au tir dont 44,6 % à 3 points), 4,5 rebonds, 3,7 passes décisives et 1,1 interception en 32 minutes de jeu. Le club termine dernier de Pro A avec 7 victoires en 30 matchs.

### SIG Strasbourg (2009-2011)
Digbeu finit sa carrière en Alsace où il reste deux ans. Les Strasbourgeois jouent le maintien et Alain Digbeu vient apporter son expérience au groupe.

## Clubs
- 1991-1999 :  ASVEL Villeurbanne (Pro A)
- 1999-2002 :  FC Barcelone (Liga ACB)
- 2002-2003 :  Real Madrid (Liga ACB)
- 2003-2004 :  Joventut Badalona (Liga ACB)
- 2004-2005 :  Pallacanestro Varese (LegA)
- 2005-2006 :  CB Lucentum Alicante (Liga ACB)
- 2006-2007 :  Fortitudo Bologne (LegA)
- 2007-2008 :  CB Lucentum Alicante (LEB)
- 2008-2009 :  Kavala Thessalonique (ESAKE)
- 2009 :  EB Pau-Lacq-Orthez (Pro A)
- 2009-2011 :  Strasbourg Illkirch-Graffenstaden Basket (Pro A)

## Équipe nationale
Alain Digbeu joue l'Euro des moins des 22 ans 1996 en Turquie en compagnie de futurs autres pensionnaires de l'équipe de France comme Cyril Julian ou Fred Weis. Les Français finissent 11ème.
Le jeune Villeurbannais fait ses débuts en équipe de France senior pendant les qualifications pour l'Euro 1997. Il honore sa première sélection le 29 janvier 1997 contre la Suède par une victoire 78 à 71. Il inscrit 10 points à 3 sur 5 sur aux tirs, 2 passes et 1 interception en 17 minutes. Pressenti pour jouer l'Euro, il se blesse avant le tournoi et ne se rend pas en Espagne.
La France est qualifiée d'office pour l'Euro 1999 qui se déroule sur ses terres. Sur les  postes d'arrière ou ailier, Digbeu fait face à une forte concurrence avec Stéphane Risacher, Laurent Foirest, Tariq Abdul-Wahad et Antoine Rigaudeau. Les places sont chères et il obtient peu de temps de jeu. Il fait une bonne impression dans le premier match contre la Macédoine avec 7 points à 3 sur 4 aux tirs en 12 minutes avec un dunk impressionnant dans la défense macédonienne. La France se qualifie pour les Jeux olympiques en battant la Turquie en quart et se retrouve en demi-finale contre l'Espagne. Digbeu est l'un des rares à surnager dans la défaite 70 à 63 en inscrivant 8 points en 17 minutes de jeu. Les Bleus terminent 4e de l'Euro. En 5 match il tourne à 4 points et 1,3 passe décisive en 11 minutes de moyenne.
Jouant peu pour sa première année à l'étranger au F.C Barcelone, Alain Digbeu n'est pas retenu par le sélectionneur national Jean-Pierre de Vincenzi pour disputer les J.O de Sidney 2000.
De retour en sélection pour l'Eurobasket 2001 en Turquie, Digbeu est le second marqueur du groupe derrière Laurent Foirest. Il inscrit notamment 19 points en 37 minutes dans une victoire contre la Croatie. Les Bleus perdent 77 à 81 le quart de finale contre l'Allemagne de Dirk Nowitzki. La France termine 6e de l'Euro. Il joue les 6 matchs et affiche les stats suivantes : 10,8 points (42 % au tir), 3 rebonds, 1,5 passe décisives et 1,3 interception en 25 minutes.
La France doit repasser par les qualifications pour disputer l'Euro 2003. Alain Digbeu réalise un de ses meilleurs matchs chez les Bleus en marquant 23 points (5 sur 8 à trois points) en 26 minutes contre l'Estonie (victoire 93-73). Les tricolores se qualifient facilement pour la phase finale de la compétition.
Comme en 1999, les Français font partie des grands favoris pour la victoire finale. En Suède, les Bleus conduit par Tony Parker impressionnent et sortent premiers de leur poule avec 3 victoires et 0 défaite en corrigeant notamment l'Italie de 33 points. La France chute en demi-finale contre la Lituanie dans un match serré (70-74). Les tricolores jouent la médaille de bronze et la qualification olympique dans le match pour la 3e contre une Italie diminuée et perdent le match 69 à 67. 
Alain Digbeu fait encore partie de la sélection nationale pour les qualifications de l'Euro 2005. Il inscrit 17 points avec 5 rebonds et 4 passes décisives en 26 minutes lors du dernier match du groupe D contre la Pologne. Les Bleus accèdent facilement à la compétition continentale en terminant premier de leur groupe.
En tout, Alain Digbeu comptabilise 92 sélections en Équipe de France.

## Style de jeu
Alain Digbeu est avec Moustapha Sonko, l'un des symboles de la « génération playground » qui s'impose sur les parquets professionnels français. Joueur élégant et aérien, il gagne le surnom d'"Air France". Il est l'un des joueurs les plus spectaculaires du Championnat de France des années 1990. Capable de dunks impressionnants (il est vainqueur du concours de dunk du All-Star Game français 1996), il est souvent recherché par son coéquipier Delaney Rudd pour des alley-oops. Il n'oublie pas cependant d'être un défenseur efficace, très bon stoppeur sur l'homme et attentif sur les lignes de passes. Il est également redoutable sur les contres en deuxième rideau. D'abord inconstant sur son tir extérieur, il progressera rapidement sur son shoot à trois points. Digbeu, comme beaucoup de jeunes joueurs en début de  carrière, est d'abord très irrégulier, capable de grosses performances comme de sortir complètement mentalement d'un match. Il corrige ce défaut avec l'expérience.

## Famille
Sa sœur, Jennifer Digbeu est également joueuse professionnelle et internationale française. Son fils Tom, né en 2001, est aussi joueur de basket-ball.

## Palmarès
- MVP français 1998
- Coupe de France 1996, 1997
- Participation au Final Four de l'Euroligue 1997, 2000
- Vice champion de France 1996, 1997, 1999
- Champion d'Espagne 2001
- Coupe du Roi 2001
- Vainqueur du concours de dunk du All-Star Game 1996
- All-Star LNB 1998 et 1999
- Meilleur espoir du Championnat de France 1994 et 1995